# Apple III Plus
Az Apple III Plus asztali számítógépet az Apple gyárotta és forgalmazta 1983 decembere és 1985 szeptembere között 21 hónapon keresztül. Az Apple III Plus egyike volt azoknak a számítógépeknek, amelyek az Apple nevet viselték.

## Története
Az Apple 1983 októberében leállította a Apple III-as forgalmazását, mert az megsértette az FCC (Federal Communications Commission, Szövetségi Kommunikációs Bizottság) előírásait, az FCC arra is kötelezte a vállalatot, hogy változtassa meg az újratervezett számítógép nevét. 1983 decemberében mutatták be az Apple III Plus-t 2995 dolláros áron. Ez a verzió szabványos hátsó port csatlakozókat, 55 wattos tápegységet, alapfelszereltségként 256 kB RAM-ot és egy újratervezett, Apple IIe-szerű billentyűzetet tartalmazott.
Az Apple III tulajdonosai megvásárolhatták az egyes III Plus-frissítéseket és szervizben megszerezhették az újabb logikai kártyát. Elérhetővé vált egy „Apple III Plus upgrade kit” névre keresztelt billentyűzet-frissítő készlet is – amely tartalmazza a billentyűzetet, a borítót, a billentyűzet-kódoló ROM-ot és a logócseréket. A frissítést felhatalmazott szerviztechnikusnak kellett telepítenie.
Az Apple III és Apple III Plusból összesen 65000 darab kelt el.

## Technikai leírás
A bézs színű gép súlya 11,8 kg, magassága 122 mm, szélessége: 445 mm és mélysége 462 mm volt. Az Apple III Plus számítógépet egymagos 1,4 MHz-es MOS 6502A és 6502B  processzor vezérelte, 8 bites architektúrát szolgált ki. Külső adattárolási lehetőséget a beépített 140kB 5,25 floppy drive nyújtott. A géphez 61 + 13 (szám) gombos billentyűzet tartozott A gépet Apple Sophisticated OS (SOS) 1.3 operációs rendszerrel szállította az Apple. A gép bemutatásakor az alapkiépítésben 256 KiB memóriát tartalmazott, maximálisan 512 KiB kezelésére volt képes a gyári specifikáció szerint. A gépet 4 KiB kapacitású ROM-mal szerelték. A számítógépnek nem volt saját kijelzője. Külső megjelenítő csatlakoztatására szolgált egy RCA és egy DB–15 csatlakozó, a külső megjelenítőn 280x192 (16 színben), 560x192 (fekete-fehérben) grafikai vagy 80x24 karakteres felbontás volt elérhető. Az Apple III Plus a következő csatlakozási lehetőségeket kínálta: egy DB-25 (RS-232C), két DB-9, egy RCA, egy 35mm jack, egy beépített hangszóró. A gép bővíthetőségét szolgálta egy 50 tűs Apple-csatlakozó.

## Apple számítógépek technikai adatai
A táblázat nem tartalmazza az összes műszaki paramétert. Az egyes modelleknél a bemutatáskor érvényes adatokat soroljuk fel, a későbbi frissítéseket nem.
| Gépneve bemutatva kivezetve         | Méretmagasság szélesség mélység súlySzín | Processzortípus @órajel architektúra magok száma | Média                  | Billentyűzet   | Operációs rendszer               | Memóriaalap (max.) hely ROM | Kijelzőmérete felbontása | Grafikakimenet, képpont és szöveg felbontás           | Csatlakozókkazetta, játék, kijelző, soros, párhuzamos, hang...                  | Bővíthetőség                 |
| ----------------------------------- | ---------------------------------------- | ------------------------------------------------ | ---------------------- | -------------- | -------------------------------- | --------------------------- | ------------------------ | ----------------------------------------------------- | ------------------------------------------------------------------------------- | ---------------------------- |
| Apple III Plus1983 dec. 1985 szept. | 122 mm 445 mm 462 mm 11,8 kg bézs        | MOS 6502A és 6502B @1,4 MHz, 8 bit 1 mag         | 140kB 525 floppy drive | 61 + 13 (szám) | Apple Sophisticated OS (SOS) 1.3 | 256kB, (512kB) 0 slot 4kB   |                          | 1xRCA 1xDB–15280x 192 @16 560x192 @monochrom80x24 @ff | · 1x DB-25 (RS-232C) · 2x DB-9 · 1x RCA · 1x 35mm jack · 1x beépített hangszóró | · 1x 50-tűs Apple-csatlakozó |

## Az Apple számítógépek az időben
| Az Apple számítógépek idővonalon |
| --- |
| |
| A színek kezdete a bemutató időpontja, a forgalmazás több esetben is hónapokkal később kezdődött. Megeshet, hogy egy csík végét kitakarja egy másik csík eleje. Előfordul, hogy a gyártás befejezését követően még egy ideig forgalomban marad a gép adott verziója. Az egyes eszközök technikai paraméterei a MacTracker alkalmazásból származnak. A Macintosh XL azért szerepel a grafikonon, mert technikailag a Lisa 2 utóda, de a neve miatt a Compact Macintosh számítógépek közé szokás besorolni. |